# Canton du Marigot
Le canton du Marigot est une ancienne division administrative française située dans le département et la région de la Martinique.

## Géographie
En Martinique, le canton du Marigot correspondait à la seule commune du Marigot dans l'arrondissement de La Trinité.

## Histoire
À la suite des élections territoriales de décembre 2015 concernant la collectivité territoriale unique de Martinique, le conseil régional et le conseil général sont remplacés par l'assemblée de Martinique. De fait, les cantons disparaissent.

## Administration
| Période                                                 | Période       | Identité       | Étiquette                      | Qualité                                                                        |
| ------------------------------------------------------- | ------------- | -------------- | ------------------------------ | ------------------------------------------------------------------------------ |
| 1955                                                    | 1998          | Michel Renard  | DVG puis UDR puis RPR puis DVD | Enseignant Maire du Marigot (1947-1995)                                        |
| 1998                                                    | décembre 2015 | Ange Lavenaire | RDM                            | Maire du Marigot (1995-2014) Président de la CC du Nord Martinique (2008-2014) |
| Les données antérieures ne sont pas encore mentionnées. |               |                |                                |                                                                                |

## Composition
Le canton du Marigot se composait uniquement de la commune du Marigot et comptait 3 568 habitants (population municipale) au 1er janvier 2012,.

## Démographie
| 1961 | 1967  | 1974  | 1982  | 1990  | 1999  | 2006  | 2009  | 2012  |
| ---- | ----- | ----- | ----- | ----- | ----- | ----- | ----- | ----- |
| -    | 3 715 | 3 842 | 3 498 | 3 587 | 3 663 | 3 696 | 3 635 | 3 568 |